# 博爾瓦丁
博爾瓦丁（土耳其語：Bolvadin）是土耳其的城鎮，由阿菲永卡拉希薩爾省負責管轄，面積1,108平方公里，海拔高度1,018米，該鎮在土耳其獨立戰爭中直至1922年9月由希臘軍隊佔據，2010年人口31,387。

## 外部連結
- Bolvadin （土耳其文）
- Municipality of Bolvadin（页面存档备份，存于） （土耳其文）

38°43′N 31°03′E / 38.717°N 31.050°E